# 新潟地震
新潟地震（にいがたじしん）は、1964年（昭和39年）6月16日13時1分40.7秒(JST)に、新潟県の粟島南方沖約40km（北緯38度22.2分 東経139度12.7分 / 北緯38.3700度 東経139.2117度 深さ34km）を震源として発生した地震である。地震の規模はM7.5（Mw7.6）。
日本の歴史上、最大級の石油コンビナート災害をもたらした地震で、化学消防体制が脆弱な時代背景もあり、143基の石油タンクが延焼し、その火災は12日間続いた。以後、石油コンビナート防災の指標の一つとなっている。そして、この地震を機に住宅地や工業地帯の液状化現象への本格的な研究が始まった。また、日本で地震保険ができる直接的な要因となった震災としても知られ、この2年後、1966年（昭和41年）に地震保険制度が誕生した。

尚この地震は、そのほとんど全部がモノクロではあるものの、この当時、新潟県にあるNHK新潟放送局と新潟放送が既にテレビ放送を行っていたことが大きく影響し、日本において数多くのフィルムやビデオ・テープの動画で被害状況を残すことができた、初めての大規模地震である。更に新潟放送が撮影したそれらの一部は、災害発生からちょうど60年経った2024年6月16日に放送された特別番組「BSN NEWS ゆうなびスペシャル 新潟地震60年『あの日の記憶 あすへの備え』」の生放送番組の中でも放送され、翌日にはBSNのYoutube公式サイトに番組全編がアップされたことにより、ネット上で公式に一般公開されるようになった（「#報道」参照）。

## 地震像
樺太から新潟沖へとつながる日本海東縁変動帯で発生した地震の一つ。余震は震央の北北東－南南西方向の約80 kmの範囲に分布しているが、震源断層の傾斜方向は明らかになっていない。当時周辺の陸上の地震計（地震観測点）設置箇所は少なく海底地震計は設置されていなかったことから、余震の震源決定の精度は悪い。震源近くの粟島はこの地震によって約 1m隆起した。粟島の海岸にはいくつかの段丘が形成されており過去の活動歴を残していて、活動間隔は段丘の高さから約2000年間隔とする説と海底の活断層の解析から約3000年間隔とする説がある。
先行する静穏化現象があり、震央を中心として半径約50kmの範囲では16年間に渡って地震活動が低調で、地震の約2年半前からやや活発な活動の後に本震が発生した。

## 震度
震度4以上を観測した地点は以下の通り。
| 震度 | 都道府県 | 観測点                                                                 |
| ---- | -------- | ---------------------------------------------------------------------- |
| 5    | 宮城県   | 鳴子通報所・仙台宮城野区五輪                                           |
| 5    | 山形県   | 荒沢通報所・酒田市亀ヶ崎・新庄市東谷地田町                             |
| 5    | 福島県   | 只見通報所                                                             |
| 5    | 新潟県   | 長岡通報所・新潟中央区幸西・佐渡市相川三町目                           |
| 4    | 岩手県   | 盛岡市山王町・水沢観測所                                               |
| 4    | 宮城県   | 築館通報所・石巻市泉町                                                 |
| 4    | 秋田県   | 秋田市山王                                                             |
| 4    | 山形県   | 山形市緑町・尾花沢通報所・米沢通報所                                   |
| 4    | 福島県   | 福島市松木町・郡山通報所・白河市郭内・いわき市小名浜・会津若松市材木町 |
| 4    | 茨城県   | 石岡市柿岡                                                             |
| 4    | 栃木県   | 大田原通報所                                                           |
| 4    | 群馬県   | 須田貝通報所・前橋市昭和町                                             |
| 4    | 新潟県   | 上越市大手町                                                           |
| 4    | 石川県   | 輪島市鳳至町                                                           |
| 4    | 長野県   | 長野市箱清水                                                           |

当時は気象庁による地震の観測が行われたのは気象官署のみであり、震源付近の地域では震度6（現在の震度6弱〜6強）相当と推定される。新潟放送社史「新潟放送四十年のあゆみ」にも「新潟市で震度6」の記述がある。

## 被害

### 被害概況
- 死者：26名[11]
- 負傷者：447人[12]
- 家屋全壊：1,960棟[11]
- 家屋半壊：6,640棟[11]
- 家屋浸水：15,298棟[11]

被害は新潟県・山形県・秋田県など日本海側を中心として9県に及んだ。激しい被害で、海外のマスメディアも「日本の北西部で大地震が起きる」と伝えるほどの地震ではあったが、死者が僅か26名だったことから「奇跡」と評されたこともある。

### 津波
13時30分に津波警報が発表されたが、既に地震発生から約15分後には津波の第一波が来襲しており、新潟市では高さ4mに達し、その他にも佐渡島や粟島・島根県の隠岐諸島でも冠水被害が出るなどした。押し波から始まって、佐渡島両津港では3m、塩谷で4m、直江津で1-2m、岩船港付近4m。砂浜への駆け上がり現象で 6mを観測した地点も報告されている。第一波の波高が最も高かった地点もあるが、第三波が最も高かったとの目撃情報もある。また地震から数時間経過した後に最大波高を観測している。震幅の周期は20分程度のものと、50分程度の物が重複していた。津波による浸水被害は、信濃川右岸の山ノ下地区など信濃川流域を中心に広範囲に亘り、特に栗ノ木川周辺など一部の冠水は1ヶ月にも及んだ。

### 火災と液状化

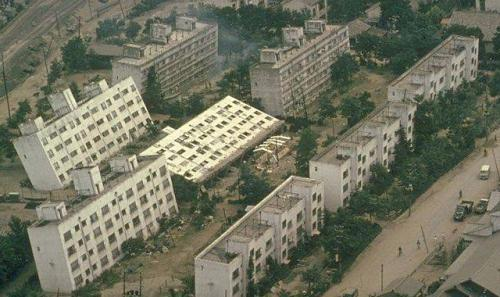
大きく傾いた県営川岸町アパート

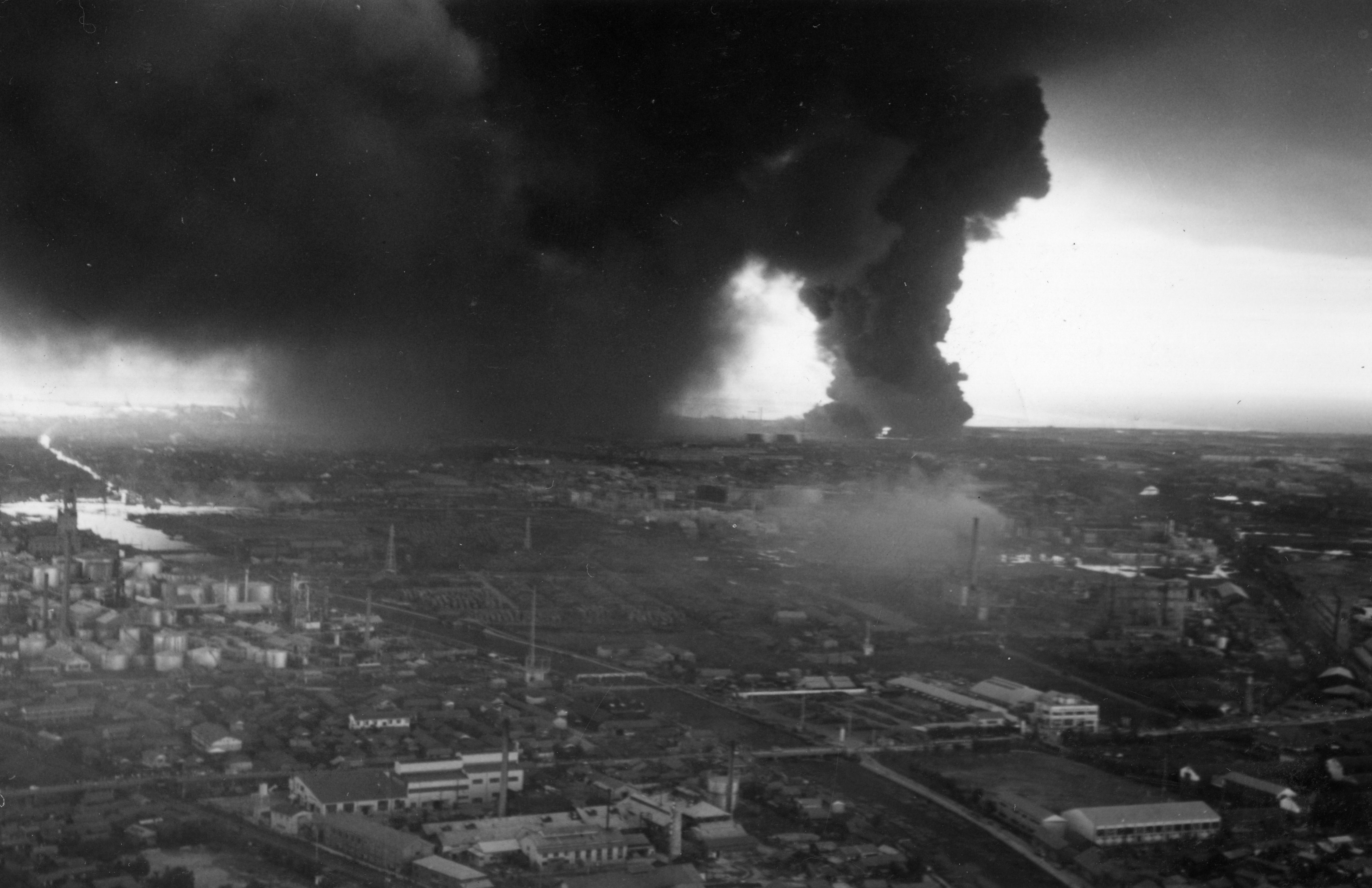
昭和石油の火災（1964年6月17日）

1955年に発生した新潟大火から復興を遂げてきたばかりだった新潟市内は大きな被害を受けた。信濃川左岸では、液状化現象により河畔の県営川岸町アパート8棟のうち3棟が大きく傾き、特に4号棟はほぼ横倒しになった。震源に近い信濃川右岸では、新潟空港の滑走路が津波と液状化により冠水し、新潟港内では火災が発生した。特に空港と港の間にある昭和石油新潟製油所（現出光興産新潟石油製品輸入基地）のガソリン入りタンクNo.33の配管が地震動で損傷し、漏出したガソリンが液状化により湧出した地下水と津波による海水の上を広がり、地震から約5時間後に爆発炎上した。火は水上の油に燃え移って広がり周囲のタンクも誘爆炎上させ拡大した火災は12日間に渡って炎上し続けた。火災は周辺民家にも延焼して全焼した建物は347棟、半焼6棟、被災347世帯、罹災者1407人。この火災は国内で起きたコンビナート火災としては史上最大・最悪のものであると言われている。この石油タンクの火災は当時、液状化現象が原因と言われていたが、後に（他の大地震などの研究によって）長周期地震動によるものであることが解明された。また、液状化によって側方流動現象によって、万代橋付近の川幅は23mほど狭まった。
当時、新潟市には、水では消火できない石油コンビナートや航空事故などの油脂火災に対応出来る化学消防車が未配備で原油タンクの消火活動が出来なかったため、自治省消防庁経由で東京消防庁に応援要請があり、蒲田消防署を主力とする応援隊が派遣され消火に当たった。一時はガソリン用添加物のタンクや水素タンクにも類焼危険が発生したが、東京から駆けつけた化学消防車5台と隊員の20時間に及ぶ消火活動で類焼を免れた。もしこのタンクに類焼していた場合、新潟市全域に爆発被害が及ぶ危険があった。消火作業のため県内の民間企業にある自衛消防隊が所有する化学消防車に出動要請をかける事にしたが連絡手段が壊滅していたため、新潟放送ラジオで「○○会社の関係者の方に対策本部からの出動要請です、化学消防車を新潟市に派遣してください」との放送を行い、その放送を聞いた関係者によって駆け付ける一幕もあった。
液状化は破壊だけでなく、想定していなかった幾つかの被害を軽減する作用も生じていた。
1. 噴出した水により延焼が食い止められた。
2. 液状化した地層が免震装置のアイソレーターとして機能し、上の構造物の揺れを弱めた。

なお、新潟地震当時はまだ「液状化現象」の言葉は使われておらず、行政やマスコミは「流砂現象」という言葉を使っていた。

### 地割れ
新潟市小針地区では、地下水を噴出した地割れに25歳の女性が転落して死亡したという。目撃者の証言として、「地震後、砂の間から片腕だけが空中に出ていたので、掘り出してみると、地割れに落ちた女性が這い上がろうとして片腕を上げたまま砂に埋まって死んだことがわかった」と記録されている。
また山形県酒田市の市立第三中学校でも、校庭に生じた地割れに、避難中の女子生徒が転落、圧死した。同校の敷地は最上川の河口付近の埋立地で、激しい液状化現象が起こった。「死亡した女子生徒の最期を見た話」として、「生きた心地もなく、ひょいと先を見ると女の子が地割れに落ちて肩のあたりまで地中に入り手をあげて何か叫んだように思いますが、一瞬の出来事ですぐ地割れは閉まり女の子の姿は地中にかくれて見えなくなりました。割れ目から水を吹きだしたのはその後です」と記録されている。

### 建築物の被害
交通・ライフラインも長期に渡って麻痺するなど、被害を受けた箇所は広範囲に及んだ。地震発生が平日昼過ぎということもあり、学校施設にも多大な影響を及ぼした。なお、新潟駅および新潟市役所は液状化の可能性を予見し、当時の耐震基準を上回る耐震性を持って設計と建築されたため大きな被害は生じなかった。
山形県鶴岡市では、市北西部の大山・西郷地区や羽前水沢駅周辺を中心とした一帯が、最も被害が大きかった。隣接する京田地区では、京田幼児園の建物が倒壊し、園児17名が生き埋めとなり、このうち3名が圧死する惨事となった。地震翌年の1965年3月に、鶴岡市が編纂した『新潟地震の記録-鶴岡市を中心として』でも、この被害が詳細に取り上げられた。

#### 橋梁

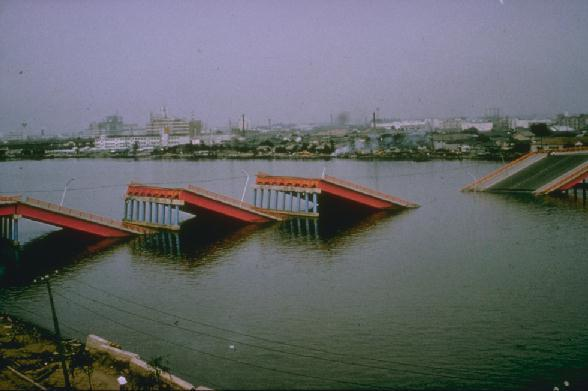
落ちた昭和大橋

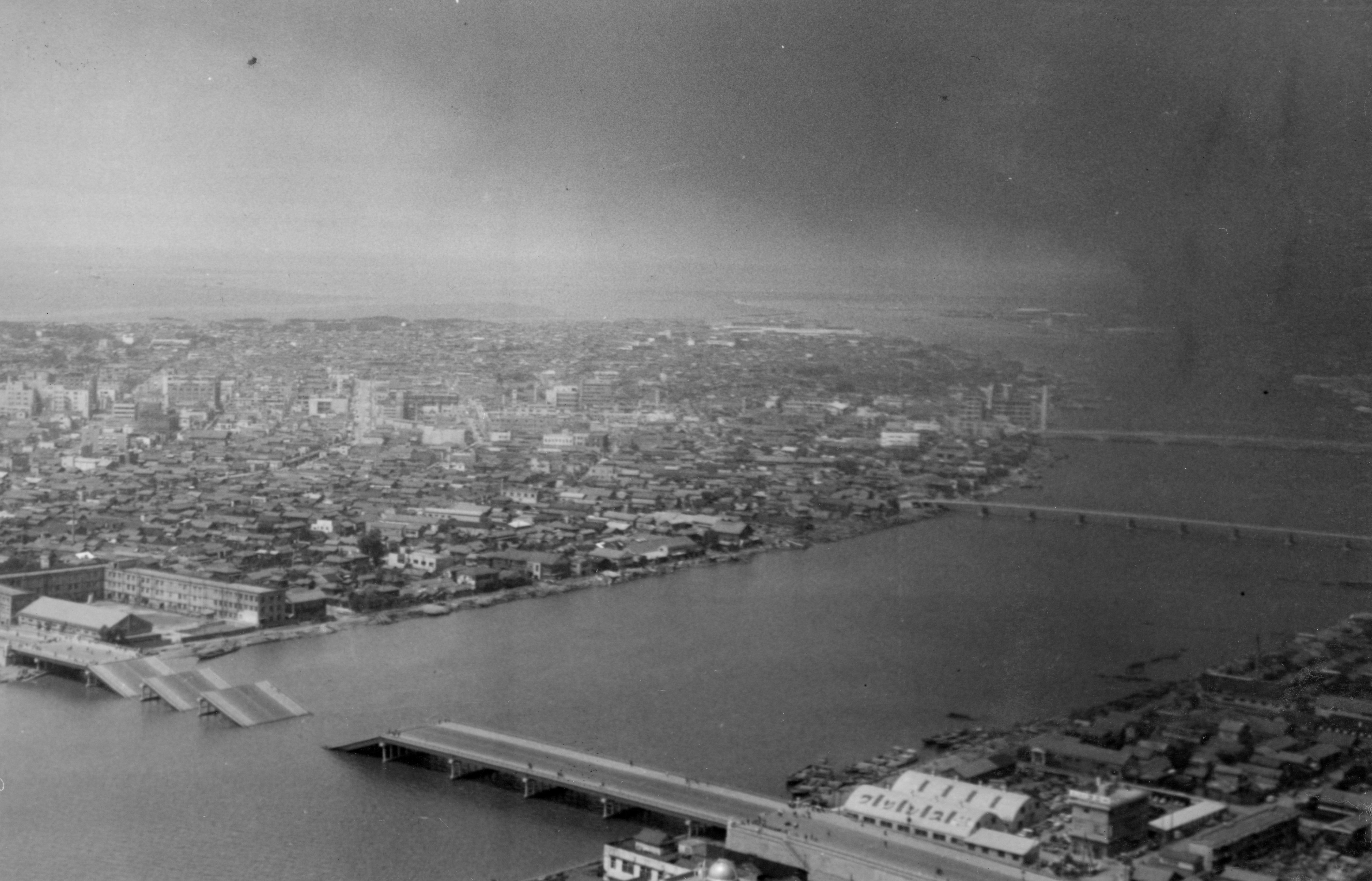
信濃川上空より。手前から昭和大橋、八千代橋、萬代橋（1964年6月17日13時）

新潟市を流れる信濃川に架かる橋のうち木製のものは、河口から大河津分水路に至る範囲までほとんどが倒壊した。阿賀野川の河口近くに架かる松浜橋も倒壊した。松浜橋ではタクシー2台と歩行者が橋台とともに川に転落し、運転手ら5名が負傷した。
一方で永久橋（鋼橋またはコンクリート橋）の震害は、新潟市内の4橋（萬代橋、八千代橋、昭和大橋、越後線信濃川橋梁）に限られた。コンクリート橋の萬代橋（当時の一般的表記は「万代橋」）は取付部の破損・沈下のみで、車両の通行が唯一可能なままであった。八千代橋は橋脚が倒れるなど深刻な被害を受けた。昭和大橋は竣工の1ヶ月後だったにも拘らず橋桁が倒れ、橋脚2本は砂に飲み込まれ行方不明となり単スパンごとに傾いた。この落橋した昭和大橋の写真は被害の象徴として知られている。また昭和大橋（一端ピン支承、他端ローラー支承の単純梁）と昭和4年に架けられた万代橋（鉄筋コンクリート製、多スパンのアーチ橋）の被害の差は構造の差に起因している。

#### 石油タンク
昭和石油新潟製油所の石油タンクは12日間に渡って延焼し「地盤の液状化現象」と「石油タンク火災」が注目されたが、1948年福井地震の経験を生かし地盤をバイブロフローテーション工法（緩い砂質地盤の締固めの地盤改良工法）によって締め固めていたタンクは殆ど被害を生じていなかった。

### 行事への影響
この年は新潟国体が4日前まで開催されていたが、夏季大会（水泳競技会中心）はこの地震の影響で復旧作業を優先することになったことから、開催取りやめとなった。よって国体の天皇杯・皇后杯争いは春季大会（通常の秋季大会の開催時期が1964年東京オリンピックの開催と重複するため、6月に繰り上げて開催した）までの成績で決定した。

### その他
また、東京から新潟へ護送中の囚人が地震で行方不明、新潟県見附警察署で確保したものの新潟からの警察無線を東京で受けられなかったため、見附市のアマチュア無線家が地元警察の要請を受け「受刑者数人を見附警察署に留置できたと中野刑務所に伝えてほしい」とアマチュア無線で呼びかけたところ、当時高校2年生だった山根一眞がこれを傍受し出発地の中野刑務所へ電話連絡し通信確保に協力した事もあった（週刊文春『スーパー書斎の遊戯術』第31回より。当時の周波数は短波）。

## 報道
新潟地震は、豊富な記録映像が残った初めての地震としても知られ、地震の被害を収めた衝撃的な映像は(当時はモノクロではあったものの)、当時新潟に存在していたNHKと新潟放送の2つのテレビ局、更に後者は加盟しているJNNのキー局TBSを通じて、全国のニュース番組等でも日本各地に伝えられた。

しかし、地震発生時は新潟県内のテレビ局に繋がる電電公社（当時）のテレビ中継回線がどの方面（3方向4回線）も切れてしまっており、全国にその模様を伝えることに於いて、その対応にNHKとJNN系の新潟放送とTBSは苦心した。

### NHK
NHKの対応については、「NHK年鑑'65」（1965年10月25日、日本放送出版協会発行）の128～9ページに詳細が掲載されており、その文書に基づいて記す。

#### NHK新潟放送局の放送
地震発生後、ラジオは13時02分から2分間、テレビは3分間という僅かな全停波の後、直ちに災害放送を開始。
- ラジオ第1放送

16日13時4分から18日午前1時まで、36時間連続放送を実施。この間、ニュース・災害関係番組等の全国中継放送を除いては全てローカル放送とし、災害状況・気象台・警察・消防関係の告知、注意事項、避難者の誘導、関係機関の緊急連絡を始め、災害対策本部や被害地を結んでの3元放送、お知らせ、訪ね人等、多彩な放送を行った。18～20日までは、1日15時間程度のローカル放送を編成し、その後もローカル特別番組を積極的に編成した。
- 総合テレビ

16日13時5分に放送を再開後、同日14時30分以降、テレビカメラを屋上、更に40mの鉄塔に上げて被災の実況中継をローカル放送したのを始め、2台のテレビ中継を駆使して、被害の惨状を伝えた。

#### NHKの全国放送
- ラジオ

地震発生直後の13時15分にローカル速報、続いて13時25分、37分に津波警報の臨時ニュースを放送。以後、定時ニュースを含め、適時警報、地震の範囲、被害状況等を速報し、15時27分には、新潟局の放送を収録した1回目の放送を番組を中断して実施、19時のニュースは30分に時間を拡大して放送、その後のニュースも地震関連の特設ニュースを設けて放送時間を拡大し、17日午前1時21分迄現地発ニュースを含めて放送。17日の早朝の放送開始後も、定時ニュースの時間を臨時に延長して、石油タンクの延焼等を中心に、災害の模様を伝えた。
- テレビ

NHK総合テレビで、16日の13時18分から連続して報道、13時25分から「津波警報」を実施。しかし、前述のテレビネット回線が完全に寸断されたことから、全国に向けてその映像を中継するべく、NHK新潟放送局の弥彦山送信所からの放送波を、NHK富山放送局の呉羽山送信所の放送波中継で辛うじてとらえ、NHK金沢放送局とNHK名古屋放送局のマイクロ波回線で東京に送るルートを独自に開拓することにより、17時33分、被害の映像が漸く全国に生放送されることになった。その後も、18時過ぎにも生放送を行った。この独自回線は最初は映像が悪かったものの次第に改善されて画像が鮮明になった。夜間でも随時特設ニュースを設け、石油タンクの爆発等のニュースを放送した。
- 特別番組の放送

この災害に当たっては、総合テレビとラジオ第1にて、以下の特別番組が放送された。
- - 6月16日
    - 『新潟地震』（総合テレビ・ラジオ第1,午後7時40分～午後8時）[25]
    - 『現地に見る新潟地震』（ラジオ第1,午後9時40分～9時59分）- 新潟発全国放送[25]

  - 6月17日
    - 『災害地新潟から』（ラジオ第1,午前6時15分～6時30分）- 新潟発全国放送[24]
    - 『一夜あけた災害地』（ラジオ第1,午前7時15分～7時45分）- 東京・新潟・鶴岡・秋田のリレー中継[31]
    - 『一夜あけた新潟地震』（総合テレビ,午前7時20分～8時）- 新潟市街から中継。当時の新潟県知事、塚田十一郎らが出演。[31]
    - 『その後の災害地』（総合テレビ・ラジオ第1,午後0時20分～0時40分）- 新潟発全国放送[31]
    - 『災害地は訴える』（総合テレビ・ラジオ第1,午後7時33分～8時）- 東京・新潟2元放送。赤沢正道自治大臣（当時）、塚田新潟県知事（当時）が出演。[31]
    - 『新潟地震の教訓』（総合テレビ,午後10時30分～11時）[31]

  - 6月18日
    - 『記者座談会―新潟地震を見て』（総合テレビ・ラジオ第1,午前0時～0時30分（17日深夜24時～24時30分））[31]

  - 6月21日
    - 『新潟地震の教えるもの』（ラジオ第1,午後1時15分～1時59分）[31]
    - 報道特集『新潟地震』（総合テレビ,午後1時～2時）[31]

  - 6月23日
    - 『新潟地震から1週間』（総合テレビ,午前7時20分～7時41分）- 東京・新潟・鶴岡3元リレー中継[31]

- 通常番組での編成

通常番組でも、ラジオ第1の『時の動き』、総合テレビの『時の表情』、『けさの話題』、『現代の映像』等で関連内容を編成した。

#### 他地域からの応援
この災害報道に伴い、東京の放送センターやNHK長野放送局等からも新潟へ応援に駆けつけた。

### 新潟放送(BSN)
新潟放送の対応については、同社が1967年に発行した社史「新潟放送十五年のあゆみ」（新潟放送社史編纂委員会：編）の第11章「全国の耳目を集めた新潟地震<注目された災害報道>」（366～397ページ）、及び1992年に発行した社史「新潟放送40年のあゆみ」（新潟放送：編）の第4章「新潟地震」（83～100ページ）に詳細が掲載されている（「新潟放送#新潟地震当時の放送体制」の項も参照）。
地震発生後の番組編成、活動状況は下記の通り（抜粋）。
- 6月16日
  - 13時02分 - ラジオ『歌で歩む50年』、テレビ『いつか青空』を放送中にM7.5の地震発生。川岸町本社は停電と、本社-送信所間の地下埋設放送線が断線したためラジオ、テレビは放送不能になる。局舎に隣接する北陸瓦斯のガスタンク2基がガス漏れにより爆発の危険が出たため全社員に避難命令が出るが、数十分後に解除される。[注 6][34][35]
  - 14時15分 - テレビ放送再開。スタジオのカメラを屋上へ設置し、炎上する昭和石油からの2つの黒煙や落下した昭和大橋などを放送する。[36][37]
  - 14時33分 - 屋上のカメラから信濃川を逆流する180cmの津波を放送すると同時に2インチVTRにも収録する（共に世界初）。[36]
  - 15時05分 - ラジオ、山ニツ送信所から放送再開。大和デパート新潟店で中元取材中、地震に遭遇した報道部の藤田実記者は徒歩で山ニツ送信所へ向かい、昭和大橋の被害、昭和石油の火災、津波、国鉄が不通などの情報を放送する。[38][39]
    - ラジオ再開後、テレビはラジオ音声を流し始める。[40]

  - 15時25分 - 本社→県警察本部（新光町）→警察庁（霞が関）→東京支社（当時は銀座にあった）経由でTBSラジオへ支援要請。[41]
  - 16時01分 - ラジオ、県庁に設置された県災害対策本部から災害情報や尋ね人の放送を開始（本社スタジオは放送不能のため、新潟県庁に駐車したラジオカーから送信したFM波を直接山ニツ送信所で受信し放送する）。[42][43]
  - 17時15分 - 見舞い文に改められたラジオCM放送再開。[44][45]
  - 20時00分 - ライフライン、公的情報、災害状況、尋ね人、新潟を訪れている修学旅行生の安否情報などを終夜放送する。[46][47]
  - 20時14分 - 川岸町本社と電電公社新潟電話局（現・NTT東日本新潟支店）間の電電公社の中継回線を仮復旧。TBSの「圭三ファミリー・アワー『クイズ・クイズ・クイズ』」の同時ネット受けを途中から開始。[45]
  - 20時56分 - テレビ、TBSへの臨時上り回線確保の完了を受け、同時間の同系列番組『JNNフラッシュニュース』にて、TBS系JNNの全国ネットでは初めて同地震の災害の映像の模様が放送される。[48]
  - 深夜、テレビは放送休止。[49]
- 6月17日
  - 10時10分 - 16日の応援要請を受けて、東京放送（TBS）から50人のスタッフとテレビ中継車と電源車、放送復旧機材等の応援隊が新潟に到着。秋田放送からも7人の応援スタッフがジープで到着。そしてテレビでは即座にTBSの中継車・電源車が災害現場に向かい、ローカルの災害特別番組内にて、現地から生中継を行う。[48][50]
  - 12時00分 - この時間の『JNNニュース』にて、再度被害の模様を全国に伝える。[48]
  - 12時45分 - 全国ネット番組『ポーラ婦人ニュース』(当時TBS・JNN系列だった朝日放送テレビ制作)にて、被災地から全国に生中継。[48]
  - 18時00分 - 川岸町本社スタジオからラジオ放送を再開（本社 - 山ニツ送信所間をTBSが持参したFM広帯域一対向によって仮復旧）。特集『29時間後の新潟市から』を放送。[51][52]
  - 22時30分 - ラジオ、尋ね人を約5,000人などを伝えた災害放送を終了。[53][52]

又、同局の災害特別番組の放送中には、新潟市災害対策本部からの要請で、県内の化学製品工場の関係者あてに、化学消防車を昭和石油火災現場に派遣してほしい趣旨の救援放送を実施。ラジオを聞いていた関係者により、当日深夜化学消防車が応援に駆け付けた。
また、空撮の為に新潟空港にいた同局のカメラマンは滑走路上で発生した液状化現象を8mmフィルムカメラで撮影し、使用不能寸前の新潟空港から羽田空港へ向かい待機していた東京放送（現：TBSテレビ）のスタッフにフィルムが渡され全国放送された。
この地震に於いて、BSNやTBSが撮影したビデオ及びフィルム映像は、その後研究資料などとしても活用され、その後の地震対策などに大きな貢献を果たしている。
2024年6月16日には、同地震が起きてからちょうど60年を迎えたのを機に、平日夕方のローカルワイドニュース『BSN NEWS ゆうなび』がこの日特別番組、「BSN NEWS ゆうなびスペシャル 新潟地震60年『あの日の記憶 あすへの備え』」を生放送。その際、この地震発生直後、信濃川に遡る「津波の映像」を世界で初めて生放送した場面を含む、当時の同局屋上からのテレビカメラ（モノクロ）で写した被害の模様の生放送を収録したビデオ映像のダイジェストを冒頭に、当時の他の様々な取材映像や被災者の証言を取り上げたりしながら新潟地震を振り返り、又、この年元旦に発生した能登半島地震によって再び発生した新潟市内の「液状化現象」も取り上げて、能登半島地震の被災地の現状や課題を伝えると共に、災害に強い街づくりや新潟県内企業の防災に向けた取り組みなどを紹介。地震被害に対しての「明日への備え」について考える内容を放送。この番組は翌日に、同局の公式YouTubeに全編アップされた。このことにより、当時の津波映像を含むBSN・TBSが撮影した地震被害の模様の映像が、ネット上で公式に一般公開されるようになった。

### その他
上記の放送局以外には、当時映画館で上映されていた『毎日ニュース』(毎日映画社制作)を始めとする新聞社関連による報道記録フィルムも存在する。

2014年には、新潟映画社が地震直後の万代橋の復旧工事を撮影・記録した映像ネガフィルムが新たに発見されている。

## 地殻変動
粟島は島全体が約1m隆起。日本海海岸では5 - 20cm沈下した。家屋の全壊は新潟市、村上市、鶴岡市、酒田市など各地において発生した。

## 地震の痕跡
新潟市周辺では1950年代以降、都市化の進捗と生活様式の近代化などによって、地下水に含まれる水溶性天然ガスを採取するため地下水の揚水量が急増し、それによる地盤沈下が深刻化していた。1959年（昭和34年）以降、新潟県や各市町村が天然ガスや地下水の採取規制を実施したことで、大規模な地盤沈下は沈静化したが、それまでの間、新潟市をはじめとする各市町村では1年間平均で約20cmの地盤沈降が観測されていた。この地盤沈下も、新潟市中心部の液状化や津波による浸水などの被害を大きくした。
連続するアーチが特徴の萬代橋は、信濃川の新潟市中心部に架かる道路橋梁で唯一、この地震を耐え抜いたが、地震の痕跡が周辺に残っている。橋梁部の両端部、信濃川の堤防沿いに並行している市道（信濃川右岸通り、信濃川左岸通り）がある。両市道は上流側から下流側に向かって、いずれも一直線に橋の下をくぐるが、橋梁下の人道函渠（ボックスカルバート）の前後の線形は緩やかな鈎の手状のカーブを描いており、上流側と下流側とは約1mの高低差がある。萬代橋の橋梁本体は新潟地震では約10cm沈降したが、地震前には前述の地盤沈下などによって約1.2m沈降した。
また、昭和大橋は復旧工事の際に橋脚を再使用しているものがあり、その橋脚の一部が傾いたりしたまま使用されている。

## 法制度等への影響
地元選出の国会議員（衆議院新潟三区）であり、当時の池田勇人政権の大蔵大臣でもあった田中角栄は地震保険の必要性を感じて保険審議会に諮問、審議を経て1966年6月、地震保険に関する法律が制定された。また、この地震で新潟市臨海部に存在していた石油コンビナートで大規模な火災が発生したこともあり、1965年には消防法の改正も行われた。